# Diagram Woronoja

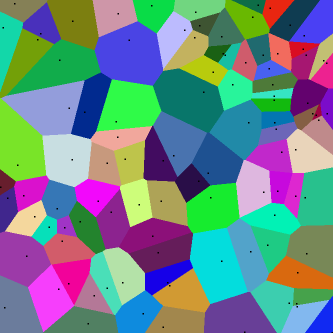
Komórki Woronoja dla losowego zbioru punktów na płaszczyźnie

Diagram Woronoja, tesselacja Dirichleta, tesselacja Woronoja lub komórki Woronoja (ang. Voronoi diagram) – podział płaszczyzny, nazwany tak na cześć twórcy Gieorgija Woronoja (termin tesselacja Dirichleta pochodzi od nazwiska Petera Dirichleta).
W przypadku przestrzeni dwuwymiarowej, dla danego zbioru {\displaystyle n} punktów, dzieli się płaszczyznę na {\displaystyle n} obszarów, w taki sposób, że każdy punkt w dowolnym obszarze znajduje się bliżej określonego punktu ze zbioru {\displaystyle n} punktów, niż od pozostałych {\displaystyle n-1} punktów

## Definicja formalna
Niech {\displaystyle S} będzie skończonym zbiorem {\displaystyle n} punktów należących do przestrzeni euklidesowej {\displaystyle E.} Elementy zbioru {\displaystyle S} nazwiemy centrami, środkami lub zalążkami.
Obszarem Woronoja lub komórką Woronoja przypisaną pewnemu elementowi {\displaystyle p} zbioru {\displaystyle S} nazwiemy zbiór punktów znajdujących się bliżej punktu {\displaystyle p} niż każdego innego elementu ze zbioru {\displaystyle S{:}}
{\displaystyle Vor_{S}(p)=\{x\in E|\forall q\in S,d(x,p)\leqslant d(x,q)\},}
gdzie {\displaystyle d} jest odległością.
Weźmy dwa punkty {\displaystyle a} i {\displaystyle b} należące do zbioru {\displaystyle S.} W przestrzeni dwuwymiarowej {\displaystyle E} (płaszczyzna) zbiór {\displaystyle \Pi (a,b)} punktów jednakowo odległych od {\displaystyle a} i od {\displaystyle b} jest prostą zwaną symetralną odcinka {\displaystyle ab{:}}
{\displaystyle \Pi (a,b)=\{x\in E|d(x,a)=d(x,b)\}.}
Prosta ta jest granicą między zbiorem punktów mniej oddalonych od punktu {\displaystyle a} niż od punktu {\displaystyle b} a zbiorem punktów mniej oddalonych od punktu {\displaystyle b} niż od punktu {\displaystyle a.}
Niech {\displaystyle H(a,b)} będzie półpłaszczyzną ograniczoną prostą {\displaystyle \Pi (a,b)} i zawierającą punkt {\displaystyle a.} Zawiera więc ona wszystkie punkty bliższe punktowi {\displaystyle a} niż punktowi {\displaystyle b{:}}
{\displaystyle H(a,b)=\{x\in E|d(x,a)\leqslant d(x,b)\}.}
Komórką (obszarem) Woronoja przypisaną punktowi {\displaystyle a} jest przekrój (część wspólna) wszystkich półpłaszczyzn {\displaystyle H(a,b),} gdzie {\displaystyle b} zastępuje kolejno każdy punkt ze zbioru {\displaystyle S-\{a\}.}
{\displaystyle Vor_{S}(a)=\bigcap _{b\in S-\{a\}}H(a,b).}
Komórki Woronoja będąc intersekcją półpłaszczyzn są wielobokami wypukłymi. Zbiór tych wieloboków rozbija dwuwymiarową przestrzeń euklidesową {\displaystyle E} i jest diagramem Woronoja odpowiadającym zbiorowi {\displaystyle S.}
Omówiony podział płaszczyzny na komórki Woronoja można również zastosować w przestrzeni trójwymiarowej. Prosta {\displaystyle \Pi (a,b)} zastąpiona będzie wówczas płaszczyzną {\displaystyle \Pi (a,b),} a półpłaszczyzna {\displaystyle H(a,b)} półprzestrzenią {\displaystyle H(a,b)} ograniczoną płaszczyzną {\displaystyle \Pi (a,b).} Przestrzenne komórki Woronoja są wielościanami wypukłymi.
Generalizując, w przestrzeni euklidesowej {\displaystyle N}-wymiarowej, {\displaystyle \Pi (a,b)} jest hiperpłaszczyzną afiniczną (wymiaru {\displaystyle N-1}), a dowolna komórka Woronoja będąc intersekcją półprzestrzeni {\displaystyle H(a,b)} wymiaru N, ograniczonych hiperpłaszczyznami {\displaystyle \Pi (a,b)} jest wielokomórką wypukłą.

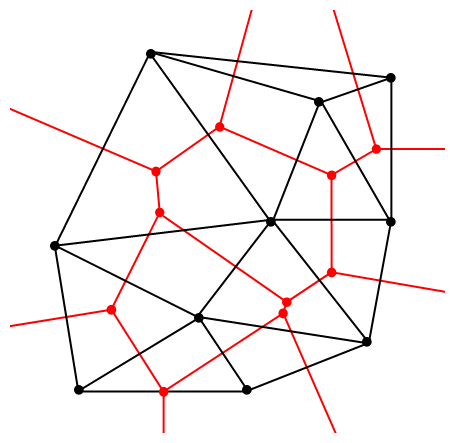
Diagram Woronoja (na czerwono) i triangulacja Delone

Diagram Woronoja jest grafem dualnym triangulacji Delone, którą można zresztą łatwo otrzymać na podstawie diagramu Woronoja: dwa punkty {\displaystyle p} i {\displaystyle q} tworzą krawędź grafu wtedy i tylko wtedy, gdy komórki Woronoja przyporządkowane tym punktom przystają do siebie:
{\displaystyle Del(S)=\{(p,q)\in S^{2}|Vor_{S}(p)\cap Vor_{S}(q)\not =0\}.}